# The Thief
The Thief er en amerikansk stumfilm fra 1914 af Edgar Lewis.

## Medvirkende
- Richard Buhler som Richard Voysin.
- Edgar L. Davenport som Mr. Legardes.
- George De Carlton.
- Dorothy Donnelly som Marie Landau.
- Iva Shepard som Mrs. Legardes.